# Phlyctenosis alluaudi
Phlyctenosis alluaudi là một loài bọ cánh cứng trong họ Cerambycidae.